# Alfa Romeo Alfasud Caimano
L’Alfa Romeo Alfasud Caimano, conosciuta anche solo come Alfa Romeo Caimano, è una concept car disegnata da Giorgetto Giugiaro e presentata al salone dell'automobile di Torino nel 1971.

## Il contesto

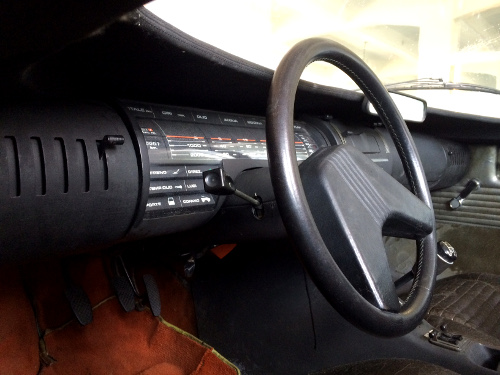
Cruscotto

La vettura si basa sull'Alfa Romeo Alfasud e l'imposizione iniziale data dall'Alfa Romeo era di una vettura non destinata alla produzione di serie. In questo modo l'Italdesign Giugiaro ha potuto utilizzare la sua creatività per presentare un'auto molto lontana dagli schemi. La caratteristica più evidente della vettura è il parabrezza che forma un tutt'uno con le portiere e si solleva per consentire l'accesso
. Questa soluzione era già stata utilizzata in altri prototipi in passato, come dalla Chevrolet Corvair Testudo del 1963 dovuta sempre allo stesso designer nel periodo in cui operava per Bertone.
La Caimano è stata a lungo esposta nel Museo storico Alfa Romeo per essere in seguito utilizzata anche per mostre internazionali.

## Caratteristiche tecniche
- Motore: Boxer Alfa Romeo
- Cilindrata: 1286 cm³
- Potenza massima: 86 CV
- Telaio: Alfa Romeo Alfasud
- Trasmissione: trazione anteriore
- Cambio: manuale